# Garo (revista)
Garo (ガ ロ) foi uma revista mensal de antologia de mangá no Japão, fundada em 1964 por Katsuichi Nagai. Foi uma publicação especializada em mangás alternativos e avant-garde.

## Histórico
Katsuichi Nagai fundou a Garo em julho de 1964 com a ajuda de Sanpei Shirato, com um nome oriundo de um dos personagem ninja de Shirato. A primeira série publicada em Garo foi o drama ninja de Shirato, A Lenda de Kamui, que com seus temas de luta de classes e anti-autoritarismo foi um sucesso entre os estudantes universitários. Garo atraiu vários artistas gekiga influentes, como Yoshihiro Tatsumi e Yoshiharu Tsuge, e descobriu e promoveu muitos novos artistas.
A circulação de Garo no auge de sua popularidade em 1971 era de mais de oitenta mil exemplares vendidos. No entanto, durante as décadas de 1970 e 1980, sua popularidade diminuiu. Em meados da década de 1980 sua circulação era pouco mais de vinte mil, nesse período surgiram rumores de sua morte iminente. Nagai conseguiu mantê-la independente até 1991, quando foi comprado por uma empresa de videogames. Apesar de um novo presidente jovem ter surgido e anúncios de jogos de computador (baseados em histórias publicadas em Garo) começarem a aparecer na revista, Nagai foi mantido como presidente até sua morte em 1996.
Depois da compra, houve alegações da antologia ter tomando um caminho mais comercial. Eventualmente, os autores regulares da Garo seguiram seus próprios caminhos e fundaram outras antologias como Ax. O Garo não está mais sendo publicada.

## Estilos e influência
Durante grande parte de sua existência, Garo foi a principal vitrine de mangás de "arte" no Japão. Foi popular o suficiente durante o seu auge para inspirar várias imitadoras, incluindo a COM, fundada pela lenda do mangá Osamu Tezuka e Comic Baku.
Ao longo dos anos, Garo passou por muitas fases artísticas, incluindo os dramas samurais de Shirato, arte abstrata e surrealismo, erótico/grotesco e punk. Ao contrário de muitos dos títulos populares de antologia, a revista nunca teve um tema definido para o qual as histórias contidas nele fossem obrigadas a conformar-se; os únicos requisitos eram que eles fossem interessantes e que seu conteúdo era mais importante que sua forma superficial.
Embora nunca tenha sido considerada uma revista "importante", a influência de Garo tanto no mercado de mangá quanto na sociedade japonesa como um todo tem sido considerável. Muitos artistas de mangá que começaram em Garo passaram a fazer um trabalho de alto perfil em outros lugares, e vários filmes foram produzidos com base em histórias que originalmente eram publicadas no Garo. O design gráfico contemporâneo no Japão deve muito aos artistas de Garo, particularmente King Terry, Seiichi Hayashi e Shigeru Tamura. Retrospectivas na revista apareceram em revistas tradicionais não-mangás, e em 1994 o museu da cidade de Kawasaki teve uma exibição especial de trabalho de ex-alunos da Garo.